# أندرو جورج (سياسي)
أندرو جورج (بالإنجليزية: Andrew George)‏ هو دبلوماسي وسياسي بريطاني، ولد في 9 أكتوبر 1952 في إدنبرة في المملكة المتحدة. انتخب Governor of Anguilla ‏ (2006 – 2009) وانتخب سفير المملكة المتحدة لدى باراغواي (1998 – 2001).